# Bradysia tibiaspinosa
Bradysia tibiaspinosa är en tvåvingeart som beskrevs av Yang 2003. Bradysia tibiaspinosa ingår i släktet Bradysia och familjen sorgmyggor. Inga underarter finns listade i Catalogue of Life.